# Agileo di Cartagine
Agileo (... – Cartagine, IV secolo) è un santo martire, venerato dalla Chiesa cattolica.

## Culto
Poche sono le informazioni su questo santo africano. Il suo nome è commemorato nell'antico Kalendarium carthaginense alla data del 25 gennaio, e subì il martirio probabilmente sotto Diocleziano all'inizio del IV secolo.
A Cartagine esistevano un cimitero e una basilica dedicate al santo. Probabilmente fu in questa basilica che sant'Agostino pronunciò un sermone nel giorno commemorativo del martirio di Agileo. Negli ambienti annessi alla basilica fu celebrato il concilio cartaginese del 525 alla presenza di oltre 60 vescovi, e presieduto da Bonifacio di Cartagine, che in questa stessa chiesa era stato consacrato due anni prima.
Il culto di sant'Agileo era ancora vivo agli inizi del VII secolo; nel 601 infatti il vescovo Domenico di Cartagine inviò a papa Gregorio I le reliquie del santo.
Agileo fu inserito da Cesare Baronio nel Martirologio Romano alla data del 15 ottobre, mentre l'odierno Martirologio, riformato a norma dei decreti del concilio Vaticano II, ha spostato la sua commemorazione al 25 gennaio, ricordandolo con queste parole: